# カコプス
カコプス（学名：Cacops）は古生代ペルム紀初期の北アメリカに生息していた絶滅両生類である。ペルム紀初期の北米は暑く乾燥した気候であり、その時期の陸上に生息していたディッソロフス科は乾燥に非常に適応した体制を持っていたが、その中でも本属はもっとも陸生傾向が強かった。

## 特徴
全長50cmほど。骨化程度の高い発達した四肢、短い胴体と尾部、大きな頭部を持つ。背部には2列になった皮骨性の装甲板があり、外敵から身を守るとともに背部を強化して陸上の重力に対抗していた。鼻域も乾燥に適応して特殊化している。
耳切痕の後方が閉じて一対の大きな孔になっている。この耳は特徴を無尾類と共有しており、そのため本種は無尾類、さらには現生両生類全ての祖先の有力候補とされている。

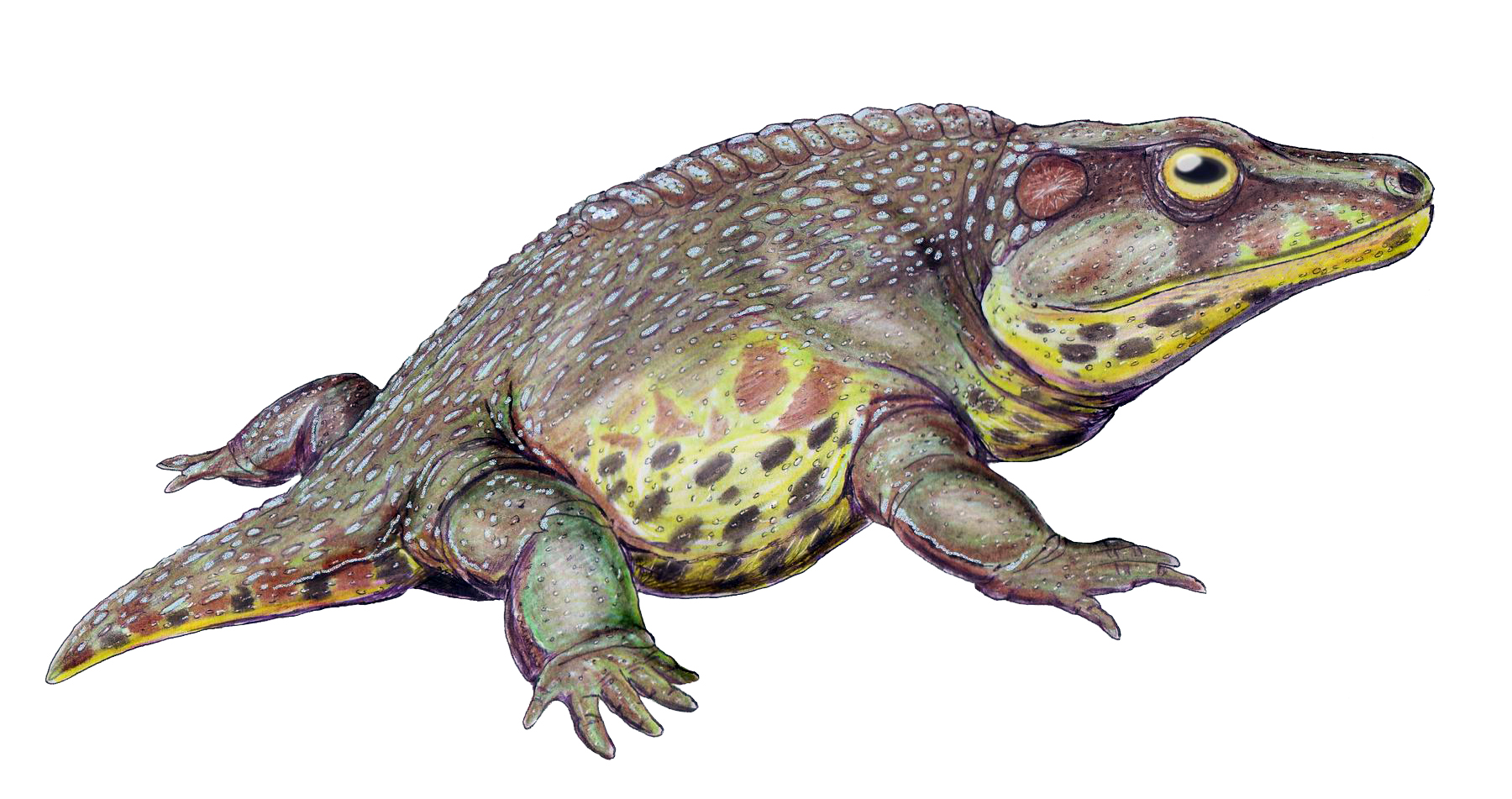
C. aspidephorus